# Oranje (gorje)
Oranje (niz. Oranjegebergte) je planinski lanac u okrugu Sipaliwini u Surinamu. Ime je dobio po kući Orange-Nassau. Jedna od planina u gorju je Roseveltpiek.